# ATC code M05
ATC code M05 داروهای درمان بیماری‌های استخوان زیرگروهی درمانی از سیستم طبقه‌بندی شیمیایی درمانی آناتومیک است. این سیستمِ متشکل از کدهای حرفی‌عددی را سازمان جهانی بهداشت برای طبقه‌بندی داروها و سایر تولیدات پزشکی ایجاد کرده است. زیرگروه M05 جزوی از گروه آناتومیک M سیستم اسکلتی-عضلانی است.

کدهای مورد استفاده در دامپزشکی (کدهای ATCvet) را می‌توان با گذاشتن حرف Q جلو کدهای انسانی ATC ایجاد کرد: مثلاً QM05. 
ممکن است نسخه‌های ملی از طبقه‌بندی ATC حاوی کدهای اضافه‌ای باشند که در این فهرست (نسخهٔ سازمان جهانی بهداشت) نیامده باشند.

## M05B Drugs affecting bone structure and mineralization

### M05BAبیس فسفوناتs
M05BA01 Etidronic acid
M05BA02 Clodronic acid
M05BA03 پامیدرونات
M05BA04 آلندرونیت
M05BA05 Tiludronic acid
M05BA06 ایباندرونیک اسید
M05BA07 Risedronic acid
M05BA08 Zoledronic acid

### M05BB Bisphosphonates, combinations
M05BB01 Etidronic acid and کلسیم, sequential
M05BB02 Risedronic acid and calcium, sequential
M05BB03 Alendronic acid and کلکلسیفرول
M05BB04 Risedronic acid, calcium and colecalciferol, sequential
M05BB05 Alendronic acid, calcium and colecalciferol, sequential
M05BB06 Alendronic acid and آلفاکلسیدول, sequential
M05BB07 Risedronic acid and colecalciferol
M05BB08 Zoledronic acid, calcium and colecalciferol, sequential

### M05BCBone morphogenetic proteins
M05BC01  Dibotermin alfa
M05BC02 Eptotermin alfa

### M05BX Other drugs affecting bone structure and mineralization
M05BX01 Ipriflavone
M05BX02 Aluminium chlorohydrate
M05BX03 استرانسیوم رانلات
M05BX04 Denosumab
M05BX05 Burosumab
M05BX53 Strontium ranelate and colecalciferol